# Dieter Coppens
Dieter Coppens (23 januari 1978) is een Vlaams tv-maker uit Zoersel. Hij heeft drie broers en is een neef van de tv-broers Mathias en Staf Coppens.

## Carrière
Dieter Coppens maakte zijn tv-debuut in enkele afleveringen van de VRT-jeugdreeks Stafari, gepresenteerd door neef Staf Coppens. Dieter Coppens werd vooral bekend met 2BE-realityreeks De poolreizigers, waarin hij met Stafs broer Mathias Coppens bijna zonder budget de wereld door liftte, ruwweg langs het traject van de Pan-Amerikaanse weg, van de Zuidpool (eigenlijk Chileens Vuurland) tot de Noordpool, daar aansluitend bij een expeditie van Dixie Dansercoer. Eerder hadden de twee neven ook al samen gewerkt voor TMF Vlaanderen in een gelijkaardig trektochtprogramma, The Road Ahead. Dieter Coppens presenteerde ook vanaf februari 2009 de Vlaamse versie van het interviewprogramma Hello Goodbye voor VTM.
Hij reisde voor het Eén-magazine Iedereen beroemd in 2012 door het Finse berengebied en was in 2014 een van de reporters van Manneken Pis.
In het najaar van 2013 was hij samen met Sofie Engelen coach voor het VRT-project "Carte Blanche", waarbij "De VRT geeft jongeren de kans om televisie heruit te vinden". Het leidde tot een aantal nieuwe programma's in 2014 op OP12.
In het voorjaar van 2016 en 2017 was hij de presentator van Copy beest, waarin hij samen met dieren moest werken, en bepaalde van hun eigenschappen en vaardigheden, of talenten moest trachten over te nemen.
In 2018 was Dieter te zien in het programma Down the road op Eén. Daarin ging hij met zes jongvolwassenen met het syndroom van Down op reis. Het programma kreeg een Gouden Roos. Er kwamen vervolgreeksen in 2019 (reeks 2), 2020 (3 en 4), 2022 (5) en 2023 (6). 
Op 27 januari 2024 won hij de Kastaar voor televisieprogramma 2023 voor Down the Road.
In 2018 presenteerde hij het dierenprogramma Animalitis. Sinds 2022 is hij presentator van het programma Restaurant Misverstand. In dit programma gaat hij aan de slag met mensen met dementie in een restaurant onder leiding van chef-kok Seppe Nobels. In 2024 won hij met dit programma de International Emmy Award in de categorie "non scripted entertainment".
Naast zijn televisiecarrière is Coppens zelfstandig actief als grafisch ontwerper. Hij is ambassadeur van Warme William, een organisatie die zich inzet voor het mentale welzijn van kinderen en jongeren in Vlaanderen.
In 2019 nam hij deel samen met Maarten Coppens aan de Code van Coppens. In 2024 nam hij weer deel met Joris Hessels.

## Media

### Televisie
| Jaar      | Programma                                         |
| --------- | ------------------------------------------------- |
| 2003-2004 | Stafari                                           |
| 2004      | De Poolreizigers                                  |
| 2009-2010 | Hello Goodbye                                     |
| 2012-2012 | Iedereen beroemd                                  |
| 2014-2014 | Manneken Pis                                      |
| 2016-2017 | Copy beest                                        |
| 2018-2023 | Down the road                                     |
| 2021-2024 | Restaurant Misverstand, 3 seizoenen               |
| 2024      | Door de Bomen                                     |
| 2025      | De dag van vandaag met Maarten en Mathias Coppens |
| 2025      | Wildlife                                          |

## Onderscheidingen
- Op 27 januari 2024 won hij de Kastaar voor het televisieprogramma Down the Road editie 2023.
- Met het tweede seizoen van het programma Restaurant Misverstand behaalde hij in november 2024 een International Emmy Award  in de categorie Non-scripted entertainment.[9][10]